# Turmbahnhof

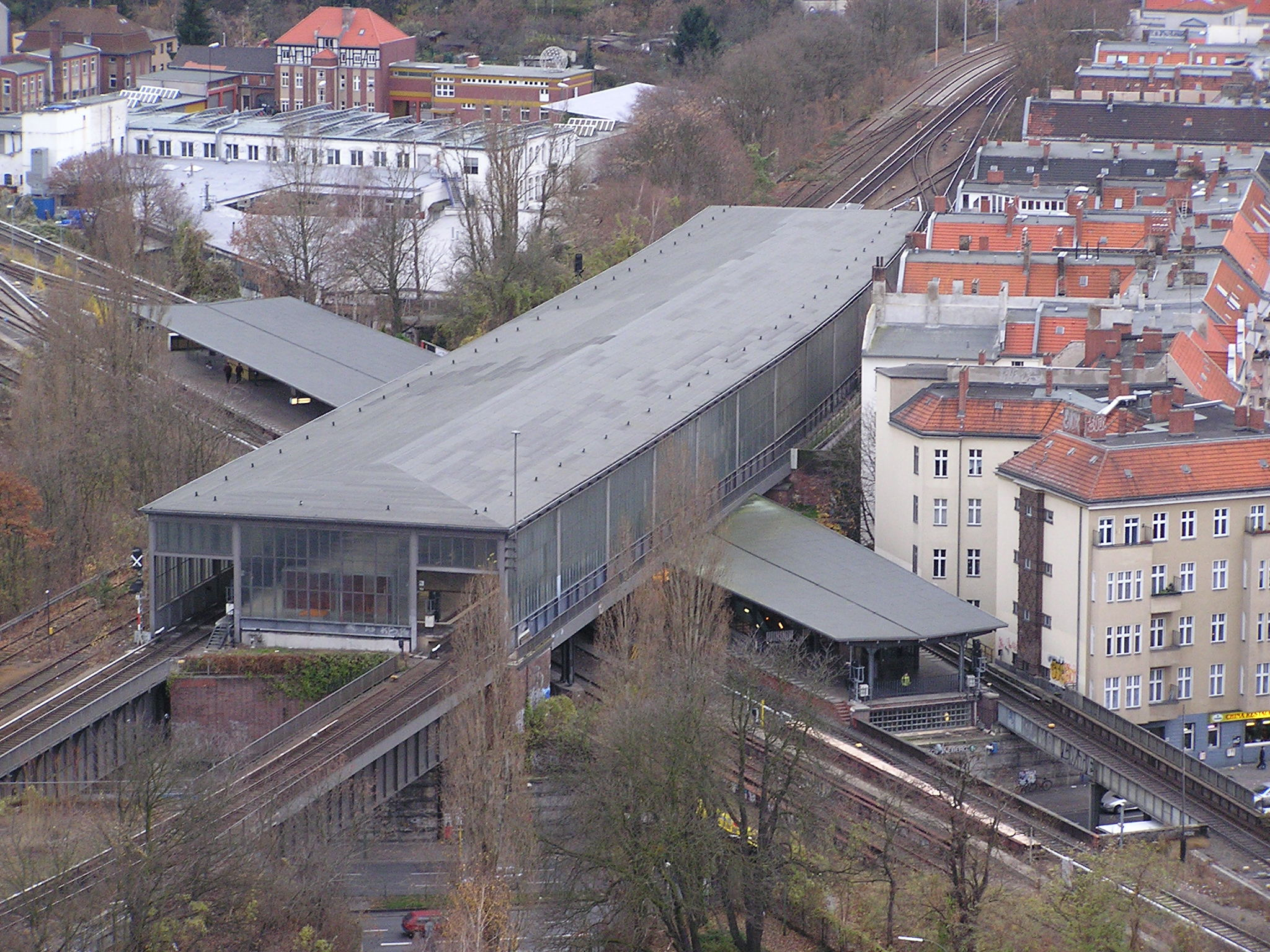
Turmbahnhof Berlin-Schöneberg

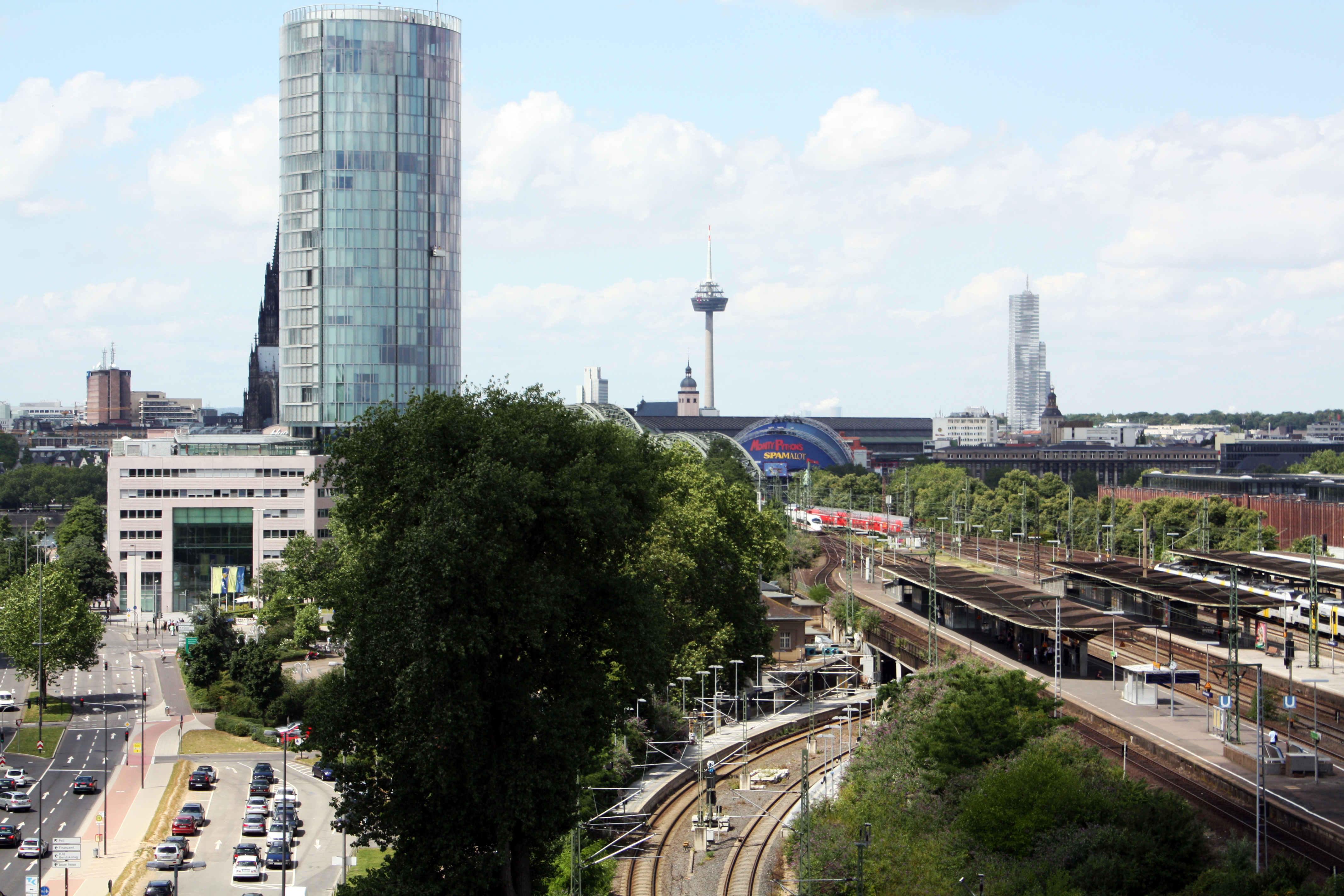
Obere und untere Bahnsteige des Turmbahnhofs Köln Messe/Deutz

Ein Turmbahnhof oder auch Etagenbahnhof ist eine spezielle Bauform eines Bahnhofs, der mit übereinanderliegenden Ebenen die Verbindung zwischen kreuzenden Eisenbahnstrecken herstellt. Diese findet sich schon in der Frühzeit der Eisenbahn, als sich Strecken verschiedener Eisenbahngesellschaften, welche ggf. miteinander konkurrierten, auf getrennten Ebenen begegnen konnten.
Mit dem weiteren Ausbau der Schieneninfrastruktur sind Turmbahnhöfe als Umsteige- und Verbindungspunkte vor allem in Ballungsgebieten hinzugekommen. An der Berliner Ringbahn entstanden mehrere derartige Stationen an Schnittpunkten mit anderen Strecken, z. B. in Berlin Ostkreuz oder Berlin-Schöneberg. Außerhalb sind Turmbahnhöfe nur vereinzelt zu finden, beispielsweise in Osnabrück, Köln Messe/Deutz, Dülmen oder Doberlug-Kirchhain.
Einige Stationen in dieser Bauweise entstanden auch aufgrund der Berlin-Frage in den 1950er Jahren am Berliner Außenring, z. B. der heutige Bahnhof Potsdam Pirschheide. Bis 2006 wurde der Hauptbahnhof Berlin mit zwei Gleisebenen und drei Zwischengeschossen errichtet. Der Bahnhof Berlin Südkreuz entstand zur gleichen Zeit als Nachfolger der gleichfalls als Turmbahnhof konzipierten S-Bahn-Station Papestraße.
Auch durch Stilllegung von ursprünglich kreuzenden Zweigstrecken ist die Zahl der in Betrieb befindlichen Turmbahnhöfe zurückgegangen.
In fast allen Fällen waren wenigstens zum Bauzeitpunkt beide „Teilbahnhöfe“ Durchgangsbahnhöfe, da bei Ausführung eines der beiden Teile als Kopfbahnhof eine – üblicherweise deutlich billigere – Streckenführung in gleicher Höhenlage fast immer möglich ist und war. Teilweise wurde jedoch durch Streckenstilllegung oder Umbau einer der beiden Teile später zum Kopfbahnhof oder nur noch aus einer Richtung angefahren.

## Begriff und Entwicklung
Ein Turmbahnhof ist ein oberirdisches Bauwerk der Eisenbahn, das betrieblich aus einem oder zwei getrennten Bahnhöfen besteht, bei dem die Gleise in verschiedenen Höhen übereinander liegen und sich kreuzen. Üblicherweise werden nur oberirdische Anlagen als Turmbahnhof bezeichnet, also nicht Bahnhöfe mit unterirdischen Bereichen anderer Schienensysteme wie z. B. Berlin Friedrichstraße und andere Anlagen mit einer unterirdischen S-Bahn.
Ein Turmbahnhof ist ein Spezialfall eines Kreuzungsbahnhofs, in dem sich zwei oder mehrere Strecken kreuzen. Wenn es in einem Turmbahnhof Gleisverbindungen zwischen den kreuzenden Strecken gibt, so müssen sie abseits von der eigentlichen Streckenkreuzung liegen. Bei vielen Turmbahnhöfen gibt es gar keine Schienenverbindung zwischen den kreuzenden Strecken. Normalerweise schneiden sich die Strecken dabei (genähert) rechtwinklig, es gibt jedoch auch Turmbahnhöfe, bei denen die Strecken fast parallel übereinander liegen, wie den Bahnhof Nürnberg-Steinbühl der S-Bahn Nürnberg.
Ein Sonderfall eines Turmbahnhofs ist Berlin Hauptbahnhof. Der untere Teil befindet sich in einem Tunnel, ist somit ein Tunnelbahnhof, wird aber in diesem Zusammenhang als Tiefbahnhof bezeichnet, da es sich insgesamt gesehen um ein einheitliches Bauwerk handelt, bei dem trotz dreier dazwischenliegender Fußgängerebenen eine Sichtverbindung zwischen den oberen und den unteren Bahnsteigen besteht.
In England werden die Teile von Turmbahnhöfen als high level station und low level station bezeichnet.
Ähnlich zusammenhängende bauliche Anlagen kann es auch bei U-Bahnen geben, wobei der Begriff nicht nur für oberirdische Stationen wie etwa den U-Bahnhof Gleisdreieck in Berlin, sondern auch für komplett unterirdische Stationen verwendet wird, in denen sich zwei Linien übereinander kreuzen, wie etwa die Berliner U-Bahnhöfe Fehrbelliner Platz und Hermannplatz. Bahnhöfe, bei denen eine U- oder Stadtbahn und eine Eisenbahn einander auf unterschiedlichen Ebenen kreuzen, werden jedoch eher selten als „Turmbahnhof“ bezeichnet.

## Turmbahnhöfe in Deutschland
| Ort                   | Bahnhofsartikel                   | Obere Bahn kreuzt(e) untere Bahn                                                                                           | Bemerkungen                                                                             |
| --------------------- | --------------------------------- | --- | --------------------------------------------------------------------------------------- |
| Bayern                |                                   | |                                                                                         |
| Nürnberg-Steinbühl    | Nürnberg-Steinbühl                | Bahnstrecke Nürnberg–Roth kreuzt über Bahnstrecke Nürnberg–Bamberg                                                         | oben Haltepunkt, unten Bahnhofsteil                                                     |
| Berlin                |                                   | |                                                                                         |
| Berlin-Moabit         | Berlin Hauptbahnhof               | Berliner Stadtbahn kreuzt über Nord-Süd-Fernbahn                                                                           | größter Turmbahnhof Europas, unterer Teil unterirdisch                                  |
| Berlin-Schöneberg     | Berlin Südkreuz                   | Berliner Ringbahn kreuzt über Anhalter Bahn und Dresdner Bahn                                                              |                                                                                         |
| Berlin-Friedrichshain | Berlin Ostkreuz                   | Berliner Ringbahn kreuzt über Berliner Stadtbahn                                                                           |                                                                                         |
| Berlin-Schöneberg     | Berlin-Schöneberg                 | Berliner Ringbahn kreuzt über Wannseebahn                                                                                  |                                                                                         |
| Berlin-Charlottenburg | Berlin Westkreuz                  | Berliner Ringbahn kreuzt über Berliner Stadtbahn                                                                           |                                                                                         |
| Brandenburg           |                                   | |                                                                                         |
| Nuthetal              | Bergholz (b Potsdam)              | Berliner Außenring kreuzt über Bahnstrecke Berlin–Blankenheim                                                              | Haltepunkt, heute nicht mehr für den Personenverkehr genutzt                            |
| Doberlug-Kirchhain    | Doberlug-Kirchhain                | Bahnstrecke Berlin–Dresden kreuzt über Bahnstrecke Halle–Cottbus                                                           |                                                                                         |
| Falkenberg/Elster     | Falkenberg (Elster)               | Bahnstrecke Halle–Cottbus kreuzt über Bahnstrecke Jüterbog–Röderau und Bahnstrecke Węgliniec–Roßlau                        | zusätzlich zweigt im unteren Bahnhofsteil die Niederlausitzer Eisenbahn nach Beeskow ab |
| Hennigsdorf           | Hennigsdorf Nord                  | Berliner Außenring kreuzt über Bahnstrecke Berlin-Schönholz–Kremmen                                                        | Haltepunkte an beiden Strecken heute außer Betrieb                                      |
| Senftenberg-Hosena    | Hohenbocka (heute Hosena)         | Bahnstrecke Lübbenau–Kamenz kreuzte über Bahnstrecke Węgliniec–Falkenberg/Elster                                           | oberer Teil abgebaut, die Strecken sind nun niveaugleich verknüpft                      |
| Potsdam               | Potsdam-Pirschheide               | Berliner Außenring kreuzt über Bahnstrecke Jüterbog–Nauen                                                                  | zunächst Potsdam Süd, später Potsdam Hbf                                                |
| Seelow-Neulangsow     | Werbig                            | Bahnstrecke Eberswalde–Frankfurt (Oder) kreuzt über Bahnstrecke Berlin–Küstrin-Kietz Grenze (ehem. Preußische Ostbahn)     | beide Teile nur Haltepunkt                                                              |
| Hessen                |                                   | |                                                                                         |
| Bürstadt              | Bürstadt                          | Bahnstrecke Mannheim–Frankfurt am Main kreuzt über Nibelungenbahn                                                          | oberer Teil nur Haltepunkt                                                              |
| Malsfeld              | Malsfeld                          | Bahnstrecke Leinefelde–Treysa kreuzte über Bahnstrecke Kassel–Bebra                                                        | oberer Teil stillgelegt                                                                 |
| Niedersachsen         |                                   | |                                                                                         |
| Osnabrück             | Osnabrück Hauptbahnhof            | Bahnstrecke Wanne-Eickel–Hamburg kreuzt über Bahnstrecke Löhne–Rheine                                                      |                                                                                         |
| Edemissen-Plockhorst  | Plockhorst                        | Bahnstrecke Celle–Braunschweig kreuzte über Bahnstrecke Berlin–Lehrte                                                      | zurückgebaut                                                                            |
| Nordrhein-Westfalen   |                                   | |                                                                                         |
| Dortmund-Dorstfeld    | Dortmund-Dorstfeld                | Bahnstrecke Welver–Sterkrade kreuzt über Bahnstrecke Dortmund–Duisburg                                                     |                                                                                         |
| Dülmen                | Dülmen                            | Bahnstrecke Dortmund–Gronau kreuzt über Bahnstrecke Wanne-Eickel–Hamburg                                                   |                                                                                         |
| Dorsten               | Hervest-Dorsten                   | Bahnstrecke Duisburg–Quakenbrück und Bahnstrecke Gelsenkirchen-Bismarck–Winterswijk kreuzen über Bahnstrecke Haltern–Venlo | unterer Teil stillgelegt                                                                |
| Alpen-Menzelen        | Menzelen West                     | Bahnstrecke Rheinhausen–Kleve kreuzte über Bahnstrecke Haltern–Venlo                                                       | oberer Teil ohne Personenverkehr, unterer Teil stillgelegt                              |
| Warburg-Nörde         | Bahnhof Nörde                     | Bahnstrecke Hamm–Warburg kreuzte über Bahnstrecke Holzminden–Scherfede                                                     | oberer Teil aufgelassen, unterer Teil stillgelegt                                       |
| Hückelhoven-Baal      | Hückelhoven-Baal                  | Bahnstrecke Aachen–Mönchengladbach kreuzt über Bahnstrecke Jülich–Dalheim                                                  | unterer Teil stillgelegt                                                                |
| Köln-Deutz            | Köln Messe/Deutz                  | Bahnstrecke Köln–Duisburg kreuzt über Bahnstrecke Gruiten–Köln-Deutz                                                       |                                                                                         |
| Alsdorf-Mariadorf     | Mariagrube                        | Bahnstrecke Stolberg–Herzogenrath kreuzt über Bahnstrecke Aachen Nord–Jülich                                               | zurückgebaut                                                                            |
| Rheinland-Pfalz       |                                   | |                                                                                         |
| Ludwigshafen am Rhein | Ludwigshafen (Rhein) Hauptbahnhof | Bahnstrecke Mainz–Mannheim kreuzt über Bahnstrecke Mannheim–Saarbrücken und Bahnstrecke Mainz-Ludwigshafen                 | Dreiecksbahnhof, Kombination aus Turm- und Keilbahnhof                                  |
| Sachsen               |                                   | |                                                                                         |
| Horka                 | Horka                             | Bahnstrecke Węgliniec–Roßlau kreuzt über Bahnstrecke Berlin–Görlitz                                                        | oberer Teil nicht mehr für den Personenverkehr genutzt                                  |
| Leipzig-Sellerhausen  | Leipzig-Sellerhausen              | Bahnstrecke Leipzig Hbf–Leipzig-Connewitz kreuzte über Bahnstrecke Leipzig–Dresden                                         | oberer und unterer Teil baulich nicht direkt verbunden, oberer Teil außer Betrieb       |
| Sachsen-Anhalt        |                                   | |                                                                                         |
| Zerbst-Güterglück     | Güterglück                        | Bahnstrecke Berlin–Blankenheim kreuzt über Bahnstrecke Biederitz–Trebnitz                                                  | oberer Teil stillgelegt, Gleisbrücken entfernt                                          |
| Thüringen             |                                   | |                                                                                         |
| Sömmerda              | Sömmerda                          | Bahnstrecke Sangerhausen–Erfurt kreuzt über Bahnstrecke Straußfurt–Großheringen (Pfefferminzbahn)                          |                                                                                         |

## Turmbahnhöfe in Österreich
| Ort                        | Bahnhofsartikel         | Obere Bahn kreuzt(e) untere Bahn                                                    | Bemerkungen                                                                                              |
| -------------------------- | ----------------------- | ----------------------------------------------------------------------------------- | --- |
| Wien-Brigittenau           | Bahnhof Wien Handelskai | S-Bahn-Stammstrecke kreuzt über Donauuferbahn                                       | |
| Wolkersdorf im Weinviertel | Obersdorf               | Bahnstrecke Wien–Mistelbach kreuzte über Bahnstrecke Stammersdorf–Groß Schweinbarth | die Gleise der Lokalbahn enden vor der Strecke der Laaer Ostbahn in einem Stumpfgleis, Rest zurückgebaut |

## Turmbahnhöfe in der Schweiz
| Ort         | Bahnhofsartikel | Obere Bahn kreuzt(e) untere Bahn        | Bemerkungen                                                   |
| ----------- | --------------- | --------------------------------------- | ------------------------------------------------------------- |
| Arth-Goldau | Arth-Goldau     | Arth-Rigi-Bahn kreuzt über Gotthardbahn | oberer Teil seit 2010 nicht mehr bedient, Zugang zur Rigibahn |

## Turmbahnhöfe im übrigen Europa
| Ort                       | Obere Bahn kreuzt(e) untere Bahn                                                                                             | Bemerkungen                                                                                                  |
| ------------------------- | --- | --- |
| Belgien                   | | |
| Visé                      | Bahnstrecke Aachen–Tongeren kreuzt über Bahnstrecke Lüttich–Maastricht                                                       | oberer Teil nicht mehr für den Personenverkehr genutzt, Turmbahnhof Visé Haut wurde abgebrochen              |
| Dänemark                  | | |
| Danshøj                   | S-Bahn und Fernbahn Kopenhagen-Høje Tåstrup kreuzen über die S-Ringbahn                                                      | Fernbahngleise ohne Bahnsteig                                                                                |
| Flintholm                 | S-Bahn Frederikssund-Valby (und Kopenhagener Metro) kreuzen über die S-Ringbahn                                              | eigentlich ein Dreiecksbahnhof in zwei Stockwerken, jedoch ohne Gleisverbindungen zwischen den drei Strecken |
| Frankreich                | | |
| Belfort-Montbéliard TGV   | Bahnstrecke Belfort–Delle kreuzt über LGV Rhin-Rhône                                                                         | |
| Valence TGV               | TER kreuzt über TGV (Paris-)Lyon–Marseille                                                                                   | |
| Vandières TGV             | LGV Est européenne kreuzt Bestandsstrecke                                                                                    | Bahnhof in Planung, Ersatz für Bahnhof Lorraine TGV                                                          |
| Italien                   | | |
| Cesano Maderno            | Bahnstrecke Saronno–Seregno kreuzt über Bahnstrecke Milano–Asso                                                              | S-Bahn Mailand                                                                                               |
| Reggio Emilia Mediopadana | Schnellfahrstrecke Mailand–Bologna kreuzt über Bahnstrecke Reggio Emilia–Guastalla                                           | |
| Saronno Sud               | Bahnstrecke Milano–Saronno kreuzt über Bahnstrecke Saronno–Seregno                                                           | S-Bahn Mailand                                                                                               |
| Vesuvio De Meis           | Bahnstrecke Neapel–Sarno kreuzt über Bahnstrecke Botteghelle–San Giorgio a Cremano                                           | Circumvesuviana                                                                                              |
| Niederlande               | | |
| Amsterdam Sloterdijk      | Bahnstrecke Amsterdam Centraal-Flughafen Schiphol kreuzt über Bahnstrecke Amsterdam Centraal-Haarlem/Zaandam                 | |
| Duivendrecht              | Bahnstrecke Amsterdam Centraal-Utrecht Centraal und die Amsterdamer U-Bahn kreuzen über Bahnstrecke Flughafen Schiphol-Weesp | |
| Kruispunt Beugen          | Bahnstrecke Nijmegen–Venlo kreuzt über Boxteler Bahn                                                                         | obere Hälfte aufgelassen, untere Hälfte stillgelegt                                                          |
| Polen                     | | |
| Kępno (Kempen)            | Bahnstrecke Kluczbork–Poznań kreuzt über Bahnstrecke Herby–Oleśnica                                                          | |
| Kostrzyn (Küstrin)        | Bahnstrecke Tczew–Küstrin-Kietz Grenze (ehem. Preußische Ostbahn) kreuzt über Bahnstrecke Wrocław–Szczecin                   | |
| Slowakei                  | | |
| Poprad-Tatry              | Bahnstrecke Poprad–Štrbské Pleso kreuzt über Bahnstrecke Košice–Žilina                                                       | unten Normalspur, oben Meterspur                                                                             |
| Vereinigtes Königreich    | | |
| Lichfield Trent Valley    | Cross-City Line kreuzt über die West Coast Main Line                                                                         | auf dem Streckenast nach Burton-on-Trent der Cross-City Line nur Güterverkehr                                |
| Retford                   | East Coast Main Line kreuzt über die Strecke von Sheffield nach Lincoln                                                      | |
| Shotton                   | Borderlands Line kreuzt über North Wales Coast Line                                                                          | |
| Smethwick, Galton Bridge  | Strecke von Birmingham Snow Hill nach Stourbridge Junction kreuzt über Stour Valley Line                                     | Turmbahnhof seit 1995                                                                                        |
| Tamworth                  | Strecke von Birmingham nach Derby Junction kreuzt über die West Coast Main Line                                              | Turmbahnhof seit 1847                                                                                        |
| Willesden Junction        | North London Line kreuzt über die Watford DC Line                                                                            | |

## Turmbahnhöfe außerhalb Europas
| Ort                              | Obere Bahn kreuzt(e) untere Bahn                                                                                              | Bemerkungen                                                                          |
| -------------------------------- | --- | ------------------------------------------------------------------------------------ |
| China                            | |                                                                                      |
| Shangrao                         | HSR Hefei-Fuzhou kreuzt über HSR Shanghai-Kunming                                                                             | neues Gebäude eröffnet 2014                                                          |
| Taiwan                           | |                                                                                      |
| Chiayi HSR                       | HSR kreuzt über Bahnstrecke der TRA                                                                                           | oben Normalspur, unten Kapspur, zwei Empfangsgebäude durch Fußgängerbrücke verbunden |
| Japan                            | |                                                                                      |
| Akihabara                        | Chūō-Sōbu-Linie kreuzt über Keihin-Tōhoku-Linie und Yamanote-Linie                                                            |                                                                                      |
| Hatchōnawate                     | Nambu-Linie (Zweiglinie) kreuzt über Keikyū-Hauptlinie                                                                        | oben Kapspur, unten Normalspur                                                       |
| Jiyūgaoka                        | Tōkyū Tōyoko-Linie kreuzt über Tōkyū Ōimachi-Linie                                                                            |                                                                                      |
| Minami-Urawa                     | Musashino-Linie kreuzt über Keihin-Tōhoku-Linie                                                                               |                                                                                      |
| Meidaimae                        | Keiō-Linie kreuzt über Keiō Inokashira-Linie                                                                                  | oben 1372 mm, unten Kapspur                                                          |
| Mikunigaoka                      | Nankai Kōya-Linie kreuzt über Hanwa-Linie                                                                                     |                                                                                      |
| Musashi-Kosugi                   | Tōyoko-Linie kreuzt über Nambu-Linie                                                                                          |                                                                                      |
| Nishi-Funabashi                  | Musashino-Linie kreuzt über Chūō-Sōbu-Linie                                                                                   |                                                                                      |
| Nishi-Kokubunji                  | Musashino-Linie kreuzt über Chūō-Hauptlinie                                                                                   |                                                                                      |
| Noborito                         | Odakyū Odawara-Linie kreuzt über Nambu-Linie                                                                                  |                                                                                      |
| Orio                             | Kagoshima-Hauptlinie kreuzt über Chikuhō-Hauptlinie                                                                           | Gleisverbindung zwischen beiden Linien vorhanden                                     |
| Shimo-Kitazawa                   | Keiō Inokashira-Linie kreuzt über Odakyū Odawara-Linie                                                                        |                                                                                      |
| Shin-Yokohama                    | Tōkaidō-Shinkansen kreuzt über Yokohama-Linie                                                                                 | oben Normalspur (Shinkansen), unten Kapspur; auch Anschluss zur U-Bahn Yokohama      |
| Tsuruhashi                       | Osaka-Ringlinie kreuzt über Kintetsu Nara- und Osaka-Linien                                                                   | oben Kapspur, unten Normalspur; auch Anschluss zur U-Bahn Osaka                      |
| Yamato-Yagi                      | Kintetsu Osaka-Linie kreuzt über Kintetsu Kashihara-Linie                                                                     | beide Strecken haben Normalspur, Gleisverbindung zwischen beiden Linien vorhanden    |
| USA                              | |                                                                                      |
| Philadelphia 30th Street Station | Regionalbahnstrecke der SEPTA kreuzt über Amtrak und NJTransit                                                                |                                                                                      |
| New Jersey, Secaucus Junction    | NJTransit/Amtrak-Strecke Newark-New York City Penn Station kreuzt über NJTransit Main, Bergen County und Pascack Valley Lines | eröffnet 15. Dezember 2003                                                           |